# Golfe de Ragay
Le golfe de Ragay est un golfe de la mer de Sibuyan, dans l'océan Pacifique, qui baigne les côtes des Philippines. Il est formé par le littoral des régions de Bicol et CALABARZON, dans le sud de l'île de Luçon et le centre du pays.